# Театр военных действий

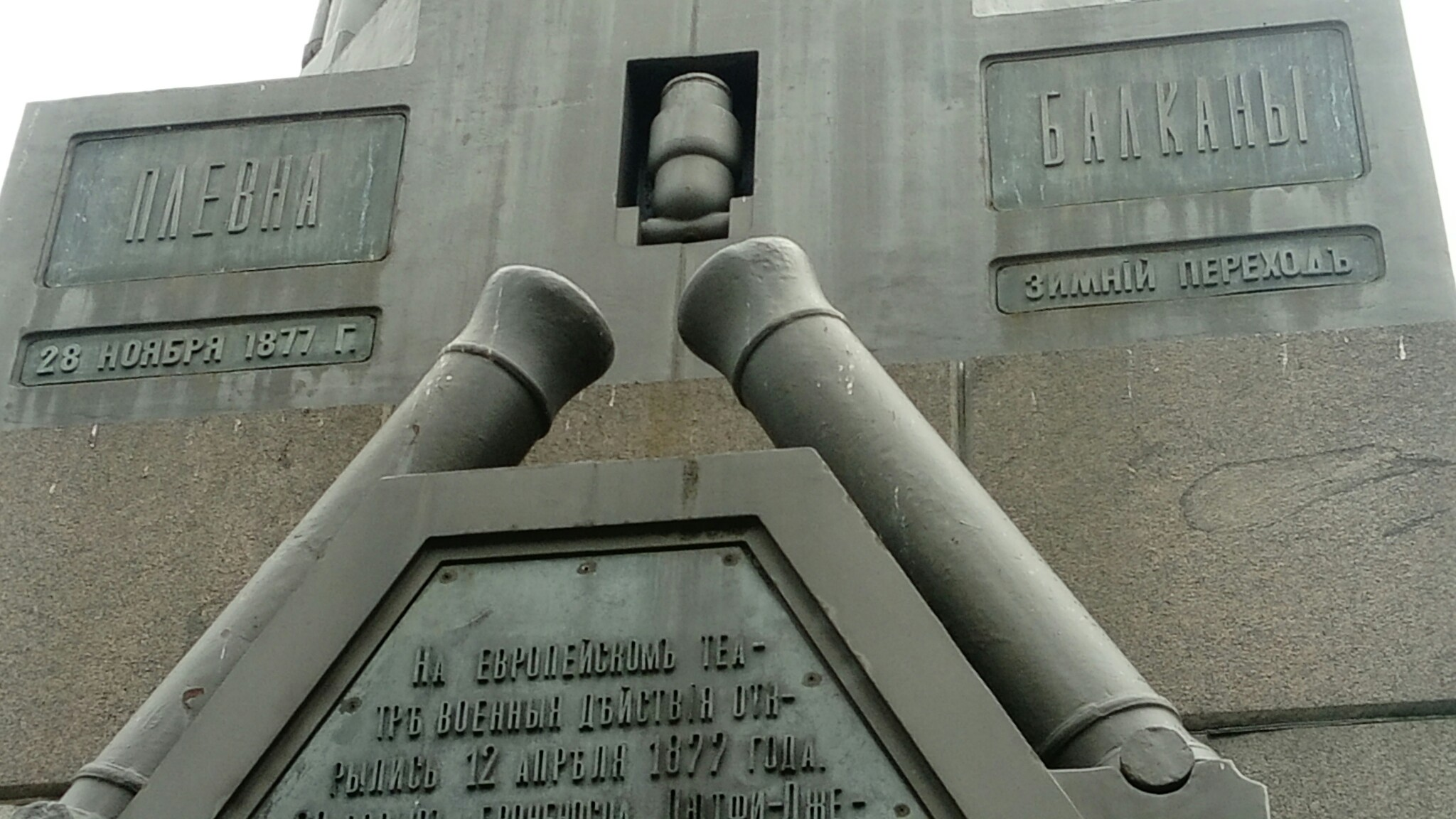
Колонна Славы с упоминанием «европейского театра военных действий», Санкт-Петербург.

Театр военных действий (сокращённо ТВД) — территория, на которой происходят или могут потенциально происходить военные действия, а также развёрнуты формирования государств, входит в состав Театра войны (ТВ).
ТВД является объектом исследования военной географии, дисциплины военного дела и международного права. Театр военных действий противопоставляется тылу, а потому в просторечии ТВД часто называется фронтом. Состав и границы театра военных действий определяются государствами или военно-политическими блоками в зависимости от стратегических планов возможной войны и могут отличаться для разных сторон конфликта. Театр военных действий делится на фронтовые районы, зоны, армейские и корпусные районы. В литературе несколько театров военных действий объединяют в театр войны.

… Наполеоновские войны обнаружили, что для успешного ведения войны в числе других подготовительных мер необходимо основательное изучение театра военных действий, а также всех вообще военных сил и средств обеих воюющих сторон. …— Военная география и Военная статистика // Энциклопедический словарь Брокгауза и Ефрона : в 86 т. (82 т. и 4 доп.). — СПб., 1890—1907.
Рубеж (линия), достигнутый передовыми частями войск (сил) в наступлении, или занимаемый ими в обороне, называется линией фронта.

## Определение

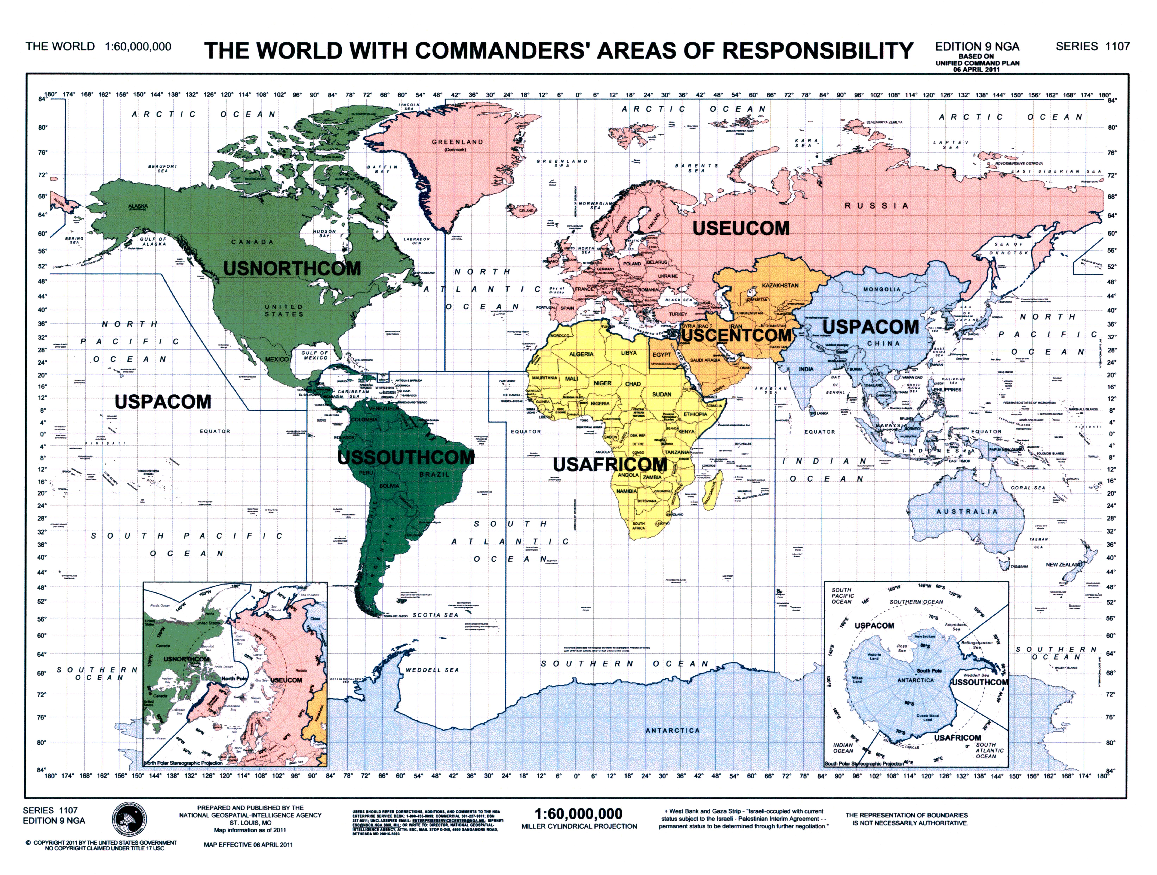
Зоны ответственности территориальных объединённых командований ВС США на 2011

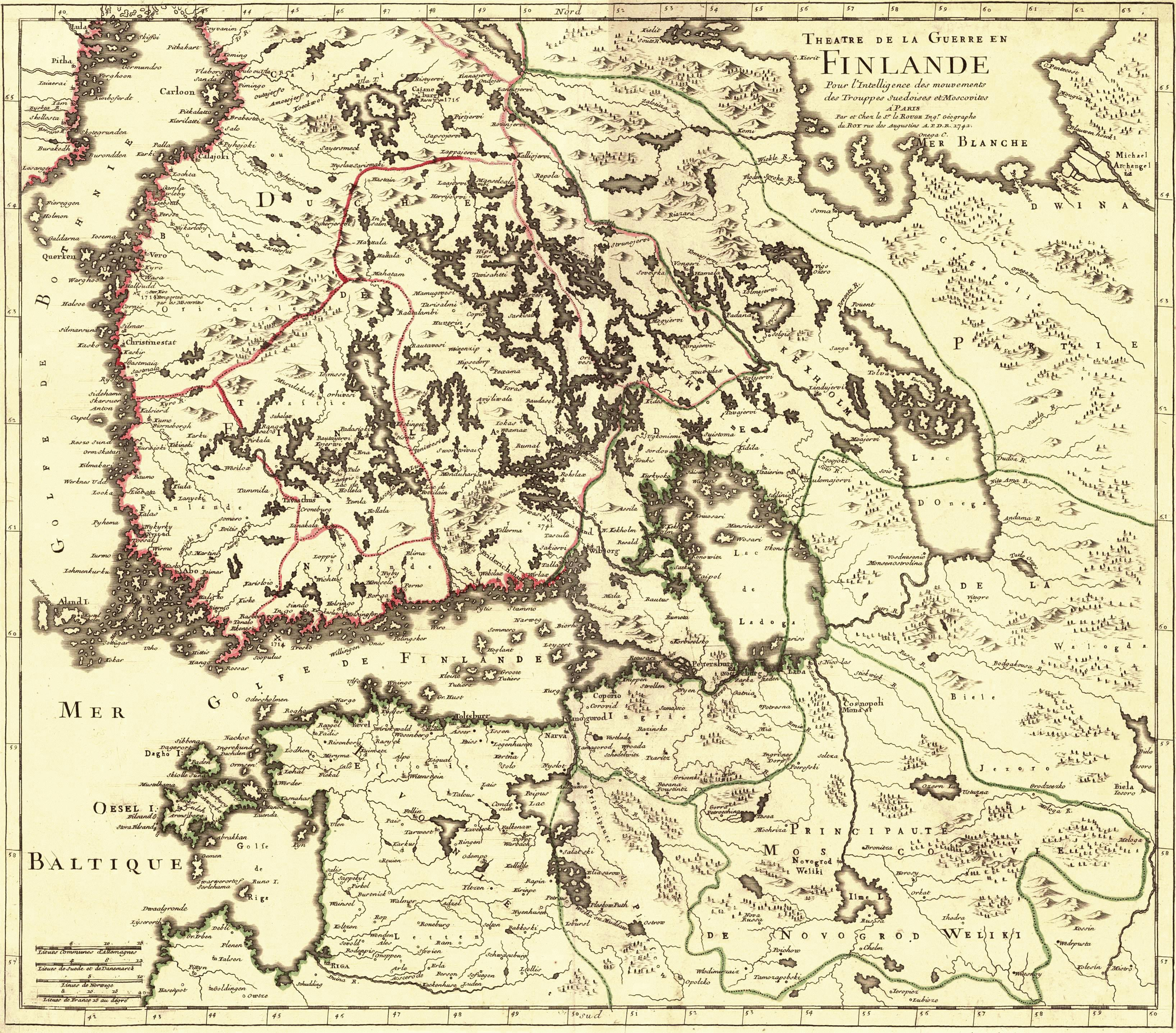
Театр военных действий русско-шведской войны 1741—1743 годов

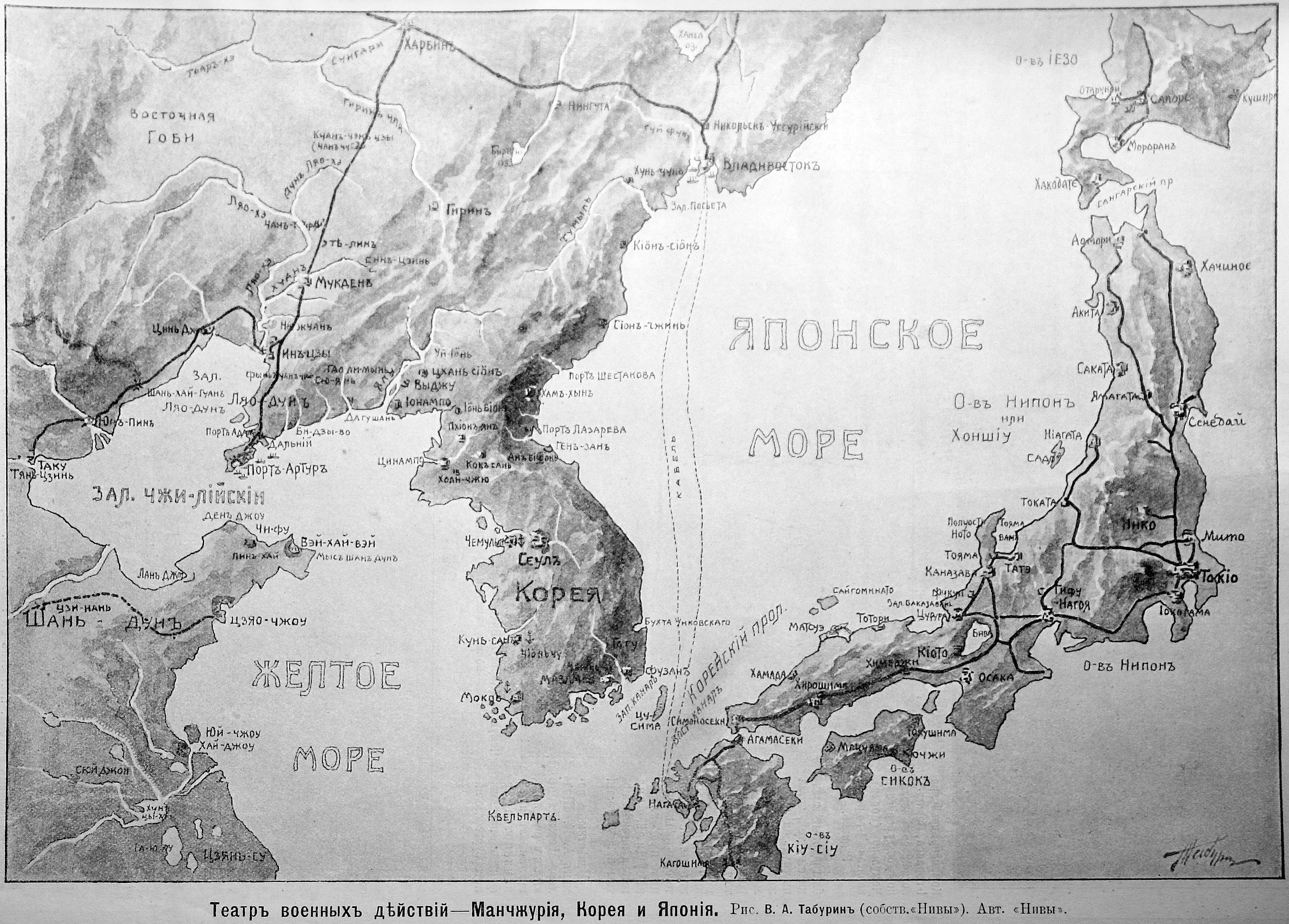
Театр военных действий — Маньчжурия, Корея и Япония, из журнала «Нива» № 7 за 1904

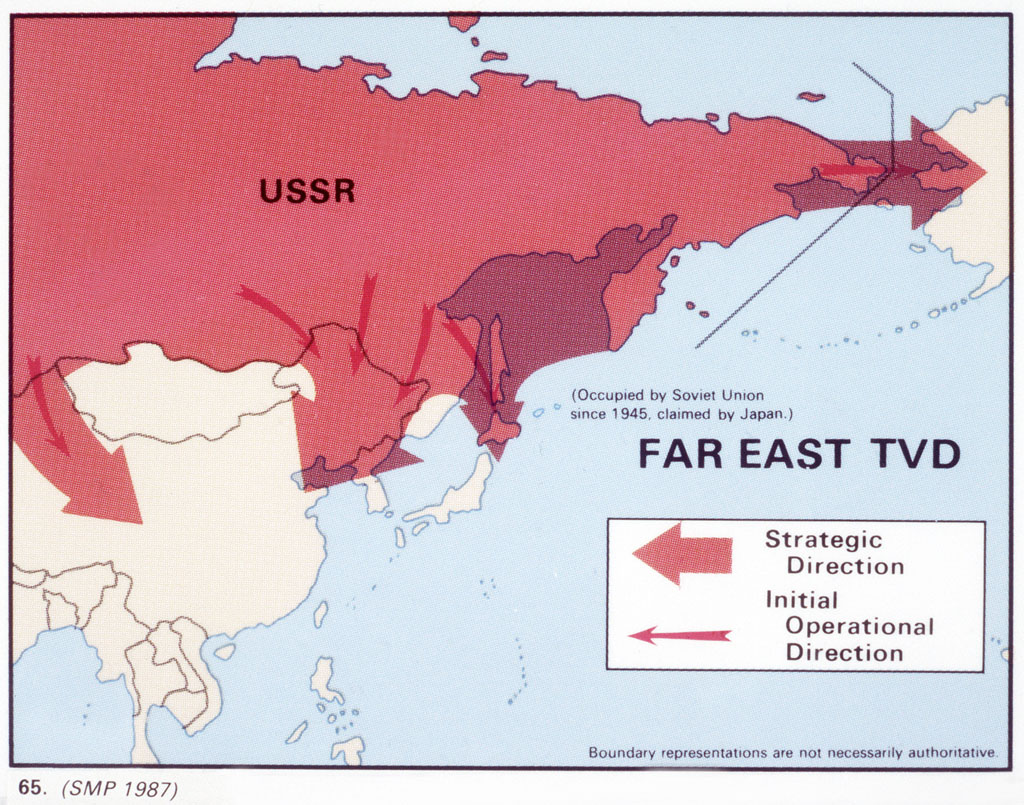
Дальневосточный театр военных действий гипотетической Третьей мировой войны в представлении сотрудников Разведывательного управления Министерства обороны США, 1987

Театр военных действий включает в себя сушу, территориальные воды и воздушное пространство воюющих государств и союзов государств, а также может включать нейтральные воды и воздушное пространство над ними. При этом, с точки зрения международного права, территория нейтральных государств и космическое пространство не могут входить в состав театров военных действий, хотя некоторые словари включают и космическое пространство.
В мирное время в пределах театров военных действий развёртываются стратегические группировки вооружённых сил (сухопутных войск, военно-воздушных сил и военно-морского флота), а также располагается необходимая инфраструктура, а в военное время могут вестись боевые действия.
В иностранных источниках и международных договорах используется также термин театр войны (англ. Theater of war), объединяющий несколько театров военных действий (англ. Theater of operation). Театр войны включает в себя территорию какого-либо одного континента с прилегающими к нему водным, воздушным и космическим пространством. Однако, если военные действия происходят в небольшой области, то театры войны могут совпадать с театрами военных действий.

## Примеры

### Океаны
Исторически сложились четыре океанских театра военных действий:
- Атлантический;
- Тихий;
- Индийский;
- Северный Ледовитый.

### Организация Североатлантического договора
Государства Организации Североатлантического договора (по-английски — NATO; по-французски — OTAN) делят территорию Западной Европы на три сухопутных театра военных действий:
- Северо-Европейский;
- Центрально-Европейский;
- Южно-Европейский.

### Союз ССР
Театр военных (ТВ), театр военных действий (ТВД) и океанский театр военных действий (ОТВД) во время Холодной войны:
- Западный Театр Военных (ЗТВ)
  - Северо-Западного Театр Военных Действий (СЗТВД)
    - Прибалтийский военный округ (ПрибВО)
    - Ленингра́дский вое́нный о́круг (ЛВО)
    - Северный флот (СФ)

  - Западный Театр Военных Действий (ЗТВД)
    - Северная группа войск (СГВ)
    - Группа советских войск в Германии (ГСВГ)
    - Центральная группы войск (ЦГВ)
    - Белорусский военный округ (БВО)
    - Прикарпатский военный округ (ПрикВО)
    - Балтийский флот (БФ)

  - Юго-Западный Театр Военных Действий (ЮЗТВД)
    - Южная группе войск (ЮГВ)
    - Киевский военный округ (КВО)
    - Одесский военный округ (ОдВО)
    - Черноморский флот (ЧФ)

  - Северо-Американский Театр Военных Действий (САТВД)
  - Южно-Американский Театр Военных Действий (ЮАТВД)
  - Арктический Океанский Театр Военных Действий (АрОТВД)
  - Атлантический Океанский Театр Военных Действий (АОТВД)
- Южный Театр Военных (ЮТВ)
  - Южный Театр Военных Действий (ЮТВД)
    - Северо-Кавка́зский военный округ (СКВО)
    - Закавказский военный округ (ЗакВО)
    - Туркестанский военный округ (ТуркВО)
    - Ограни́ченный континге́нт сове́тских войск в Афганиста́не (ОКСВА)
    - Каспийская флотилия (КФл)

  - Африканский Театр Военных Действий (АфТВД)
  - Индийский Океанский Театр Военных Действий (ИОТВД)
- Дальневосточный Театр Военных (ДТВ)
  - Дальневосточный Театр Военных Действий (ДТВД)
    - Среднеазиа́тский военный округ (САВО)
    - Сибирский военный округ (СибВО)
    - Забайкальский военный округ (ЗабВО)
    - Дальневосточный военный округ (ДВО)
    - Тихоокеанский флот (ТОФ)

  - Австралийский Театр Военных Действий (АвТВД)
  - Антарктика Театр Военных Действий (АнТВД)
  - Тихоокеанский Океанский Театр Военных Действий (ТОТВД)
- Стратегический резерв
  - Московский военный округ (МВО)
  - Приволжский военный округ (ПриВО)
  - Ура́льский военный округ (УрВО)

### Гражданская война в США
Фактические театры военных действий во время Гражданской войны в США:
- Восточный ТВД
- Западный ТВД
- Транс-Миссисипский ТВД
- Тихоокеанский ТВД

### Первая мировая война
Фактические театры военных действий во время Первой мировой войны:
- Западноевропейский ТВД
- Восточноевропейский ТВД
- Балканский ТВД
- Ближневосточный ТВД
- Итальянский ТВД
- Тихоокеанский ТВД
- Африканский ТВД

### Гражданская война в России
Фактические театры военных действий во время Гражданской войны в России:
- Северный ТВД
- Южный ТВД
- Восточный ТВД
- Среднеазиатский ТВД
- Дальневосточный ТВД

### Вторая мировая война
Фактические театры военных действий во время Второй мировой войны:
- Западноевропейский ТВД
- Восточноевропейский ТВД
- Средиземноморский ТВД
  - Итальянский ТВД
- Африканский ТВД
- Тихоокеанский ТВД